# Ad celebres rex cęlice
Ad celebres rex cęlice – średniowieczna sekwencja w języku łacińskim, zapisana w Kodeksie Matyldy, podarowanym prawdopodobnie Mieszkowi II około 1025–1028 przez księżnę lotaryńską Matyldę.
Sekwencja została zapisana na pierwszych kartach kodeksu (f. 1v–2r), zaś na lewym marginesie obok tekstu sporządzono zapis nutowy neumami. Tekst i zapis muzyczny pochodzą prawdopodobnie ze skryptorium benedyktyńskiego klasztoru w St. Gallen, aczkolwiek charakter pisma różni się od zapisu całego kodeksu. Kodeks Matyldy przechowywany jest obecnie w Universitätsbibliothek Düsseldorf jako depozyt miasta Düsseldorf.
Sekwencja Ad celebres rex cęlice jest najstarszym znanym zapisem tekstowo-nutowym, jaki znalazł się na terenie Polski, a tym samym prawdopodobnie najstarszą poświadczoną pieśnią liturgiczną wykonywaną w Polsce. Sekwencja znana była już wcześniej w innych krajach i zapisywana w różnych redakcjach od X wieku.
Utwór składa się z 32 wersów o nieregularnej budowie. Przeznaczony był na święto Archanioła Michała. Stanowi modlitwę chwalącą Chrystusa, nawiązuje też do Boga Ojca i Trójcy Świętej. Główne treści wiążą się z chrześcijańską angelologią, a zwłaszcza z nauką o aniołach Pseudo-Dionizego. W sekwencji wymienionych jest 9 chórów anielskich. Osobno wspomniani zostali archaniołowie: Michał, Gabriel i Rafał.